# The Revolution Will Not Be Televised (singolo)
The Revolution Will Not Be Televised è un singolo di Gil Scott-Heron pubblicato nel 1970.

## Il disco
The Revolution Will Not Be Televised (in inglese letteralmente: "La rivoluzione non sarà trasmessa in televisione") è un brano parlato di protesta con influenze soul e funk classificabile anche come antesignano della musica rap ed integrabile nella controcultura hippy degli anni 60 e 70. Nel brano l'autore incita l'ascoltatore all'azione perché "You will not be able to stay home, brother", non riuscirà, volente o nolente, a restare a casa davanti alla televisione che non potrà mai fare da veicolo della rivoluzione.
Scott-Heron registrò il singolo per la prima volta nell'album del 1970 Small Talk at 125th and Lenox, accompagnato da strumenti come conga e bongo. Una versione ri-registrata, con una banda al completo, fu pubblicata come lato B del primo singolo di Scott-Heron, Home Is Where the Hatred Is, estratto dall'album Pieces of a Man (1971). Il singolo fu anche incluso nell'album compilation, The Revolution Will Not Be Televised (1974). Tutte queste versioni furono pubblicate sotto etichetta Flying Dutchman Productions.
La canzone fu utilizzata, tra l'altro, nel film del 1999 con Denzel Washington e Norman Jewison Hurricane - Il grido dell'innocenza. Nel 2010, il New Statesman indicò il singolo come uno dei 20 migliori brani a sfondo politico.

## Riferimenti culturali
Vari sono i riferimenti all'interno del brano indirizzati per lo più alla cultura televisiva (in particolar modo alla pubblicità vista come veicolo per l'imbonimento delle masse), politica o sociale del periodo:
- "Plug in, turn on, and cop out" un riferimento allo slogan pro-LSD di Timothy Leary "Turn on, tune in, drop out" (traducibile con "accenditi, sintonizzati, sganciati") che divenne uno dei simboli controcultrali hippy degli anni 1960.[5]
- "Skag", termine gergale per "eroina".
- Xerox, il più noto produttore (al momento della pubblicazione del singolo) di macchine fotocopiatrici
- Richard Nixon, XXXVII presidente degli Stati Uniti
- John N. Mitchell, procuratore generale degli Stati Uniti sotto Nixon
- Generale Creighton Abrams, uno dei comandanti delle operazioni militari nel sud-est asiatico durante la guerra del Vietnam
- L. Mendel Rivers, presidente della House Armed Services Committee durante il periodo della guerra del Vietnam
- Spiro Agnew, XXXIX vice presidente degli Stati Uniti sotto Nixon (fu aggiunto alla versione del 1971 al posto di Rivers Mendel, che era morto l'anno precedente).
- Schaefer Award Theater, programma radiofonico di Dick Clark
- Natalie Wood, attrice
- Steve McQueen, attore
- Bullwinkle, personaggio dei cartoni animati
- Giulia, serie televisiva sitcom con Diahann Carroll, il cui personaggio rappresentò la prima donna afro-americana in un ruolo non stereotipato.
- "Give your mouth sex appeal", frase dalla pubblicità del dentifricio Ultra Brite
- "The revolution will not get rid of the nubs" (lett.: "La rivoluzione non sarà sbarazzarsi delle protuberanze"), in cui "nubs" sta ad indicare la barba lunga, da una pubblicità del periodo dei rasoi Gillette
- O Willie May, un velocista, o Willie Mays, un giocatore di baseball; il contesto non è chiaro nel verso "There will be no pictures of you and Willie May pushing that shopping cart down the block on the dead run".
- "NBC will not be able to predict the winner at 8:32" (lett.: "la NBC non sarà in grado di pronosticare il vincitore alle 8:32"), un riferimento alle reti televisive che predicevano il vincitore delle elezioni presidenziali poco dopo la chiusura dei seggi alle 8:00.
- Whitney Young, leader dei diritti civili
- Roy Wilkins, direttore esecutivo della NAACP
- Watts, un quartiere di Los Angeles, in riferimento ai fatti di Watts del 1965
- "Red, black, and green" ("rosso, nero e verde"), i colori panafricani
- "Green Acres", in riferimento a La fattoria dei giorni felici, sitcom statunitense
- The Beverly Hillbillies, sitcom statunitense
- "Hooterville Junction", in riferimento a Petticoat Junction, una sitcom
- "The rural purge" (lett.: "la purga rurale", in riferimento ad una serie di cancellazioni da parte del network CBS tra il 1969 e il 1972 di varie serie televisive ad ambientazione rurale) che portò alla cancellazione delle tre sitcom precedenti che "will no longer be so damned relevant" ("non saranno più maledettamente rilevanti").
- Dick and Jane, due bambini bianchi, fratello e sorella, protagonisti di vari racconti utilizzati per insegnare a leggere ai bambini
- Search for Tomorrow, popolare soap opera statunitense
- "Women liberationists", riferimento al movimento femminista
- Jackie Onassis, vedova del presidente degli Stati Uniti John F. Kennedy, che in quel periodo partecipava a vari memorial televisivi in ricordo del marito
- Jim Webb, compositore statunitense
- Francis Scott Key, autore di "The Star-Spangled Banner", inno nazionale degli Stati Uniti
- Glen Campbell, cantante statunitense
- Tom Jones, cantante gallese
- Johnny Cash, cantante country statunitense
- Engelbert Humperdinck, cantante britannico
  - I precedenti quattro personaggi partecipavano tutti a vari spettacoli televisivi di varietà del periodo (The Glen Campbell Goodtime Hour, This Is Tom Jones, The Johnny Cash Show e The Engelbert Humperdinck Show rispettivamente).
- Rare Earth, gruppo musicale rock
- "White tornado", slogan pubblicitario per il marchio di detersivi Ajax, "Ajax cleans like a white tornado"
- "White lightning", termine gergale per il moonshine, nome di un brano musicale country e western di George Jones degli anni cinquanta, e nome dei White Lightning un gruppo musicale rock psichedelico. Può riferirsi anche alla pubblicità per il soft drink Mountain Dew, che fu per un breve periodo rinominato "White Lightning", a metà degli anni 1960.
- "Dove in your bedroom", in riferimento al deodorante della Dove
- "Giant in your toilet bowl", un riferimento combinato alle pubblicità del detergente "Salvo", brand della Procter & Gamble, il cui slogan era "Put a giant in your washer!" ("metti un gigante nella tua lavatrice!"), e alla pubblicità del detersivo per i bagni Ty-D-Bowl, in cui un uomo rimpicciolito navigava in barca nel sistema di scarico del WC
- riferimento a "Things go better with Coke", slogan pubblicitario della Coca-Cola advertising slogan
- riferimento a "Fights germs that may cause bad breath", slogan pubblicitario del Listerine
- riferimento a "Let Hertz put you in the driver's seat", slogan pubblicitario della Hertz, azienda di autonoleggio.

## Tracce
1. Home Is Where The Hatred Is (Gil Scott-Heron) –  3:22
2. The Revolution Will Not Be Televised (Gil Scott-Heron) – 3:07